# Gunung Liangpran
Gunung Liangpran är ett berg i Indonesien.   Det ligger i provinsen Kalimantan Timur, i den nordvästra delen av landet, 1 200 km nordost om huvudstaden Jakarta. Toppen på Gunung Liangpran är 1 754 meter över havet.
Terrängen runt Gunung Liangpran är varierad. Runt Gunung Liangpran är det mycket glesbefolkat, med 4 invånare per kvadratkilometer. Det finns inga samhällen i närheten. I omgivningarna runt Gunung Liangpran växer i huvudsak städsegrön lövskog.